# Я хрещений батько Пеле
«Я хрещений батько Пеле» (англ. «Me, peles natlia!») — фільм грузинського кінорежисера Михайла Чіаурелі.

## Актори
- Кахі Кавсадзе
- Нані Брегвадзе
- Нікуша Кіпіані
- Мамука Кікалейшвілі
- Іван Сакварелідзе
- Борис Січинава
- Михайло Вашадзе
- Михайло Шенгелія
- Заур Болквадзе
- Мераб Гамкрелідзе
- Теймураз Чіргадзе
- Кеті Гонадзе
- Вахтанг Цхведадзе
- Тємо Чкуаселі
- Автанділ Шарвадзе
- Дмитро Гонгліашвілі